# Lý Sơn
Lý Sơn is een district in de Vietnamese provincie Quảng Ngãi.

## Geografie
Lý Sơn bestaat uit de drie eilanden Lớn, Bé en Mù Cu in de Zuid-Chinese Zee. Van deze twee eilanden zijn alleen Lớn en Bé bewoond. Mù Cu is feitelijk een rotspunt, dat boven de zeespiegel uitsteekt. Het is wel via een kleine dijk verbonden met Lớn.
Het district kent drie dorpen. Op het eiland Lớn zijn twee plaatsen, An Hải en An Vĩnh. Op het eiland Bé ligt nog An Bình.
De eilanden liggen ter hoogte van Bình Thuận, provincie Quảng Ngãi. De afstand tussen de eilanden en het vasteland, bedraagt ongeveer 30 kilometer. Het ligt beneden de 17e breedtegraad noord en hoorde dus voor de reunificatie in 1976 bij Zuid-Vietnam.

## Geologie
De drie eilanden zijn gevormd door vulkanische activiteit. Vooral op het grootste eiland is dat goed te zien. Lớn heeft drie kraters, die zeer dominant aanwezig zijn in het landschap. Thới Lới is de grootste top en ligt in het oosten van het eiland. De vulkaanketen die hier ligt heet de Cù Lao Ré. Deze keten is nog steeds actief, een hydrothermale bron levert warmte voor een waterkrachtcentrale.

## Economie
Het district is afhankelijk van de visserij, maar vooral ook vanwege de kwekerijen van knoflook. Vanaf de 21e eeuw speelt ook toerisme een grote rol in de economie.